# Tulbaghia violacea
Tulbaghia violacea es una especie de planta perteneciente a la familia de las amarilidáceas. Es originaria del sur de África y es usada localmente como planta medicinal.

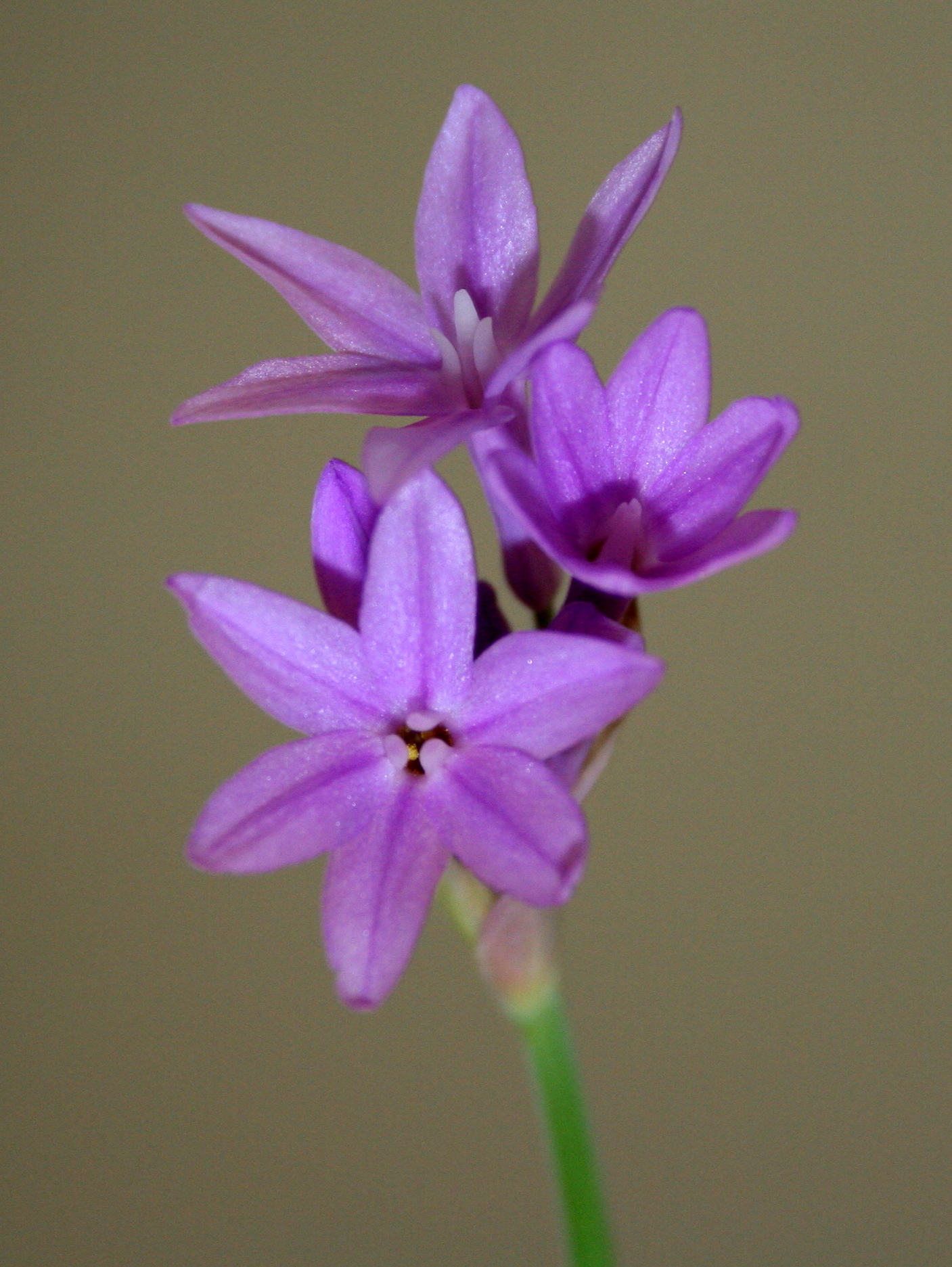
Vista de las flores

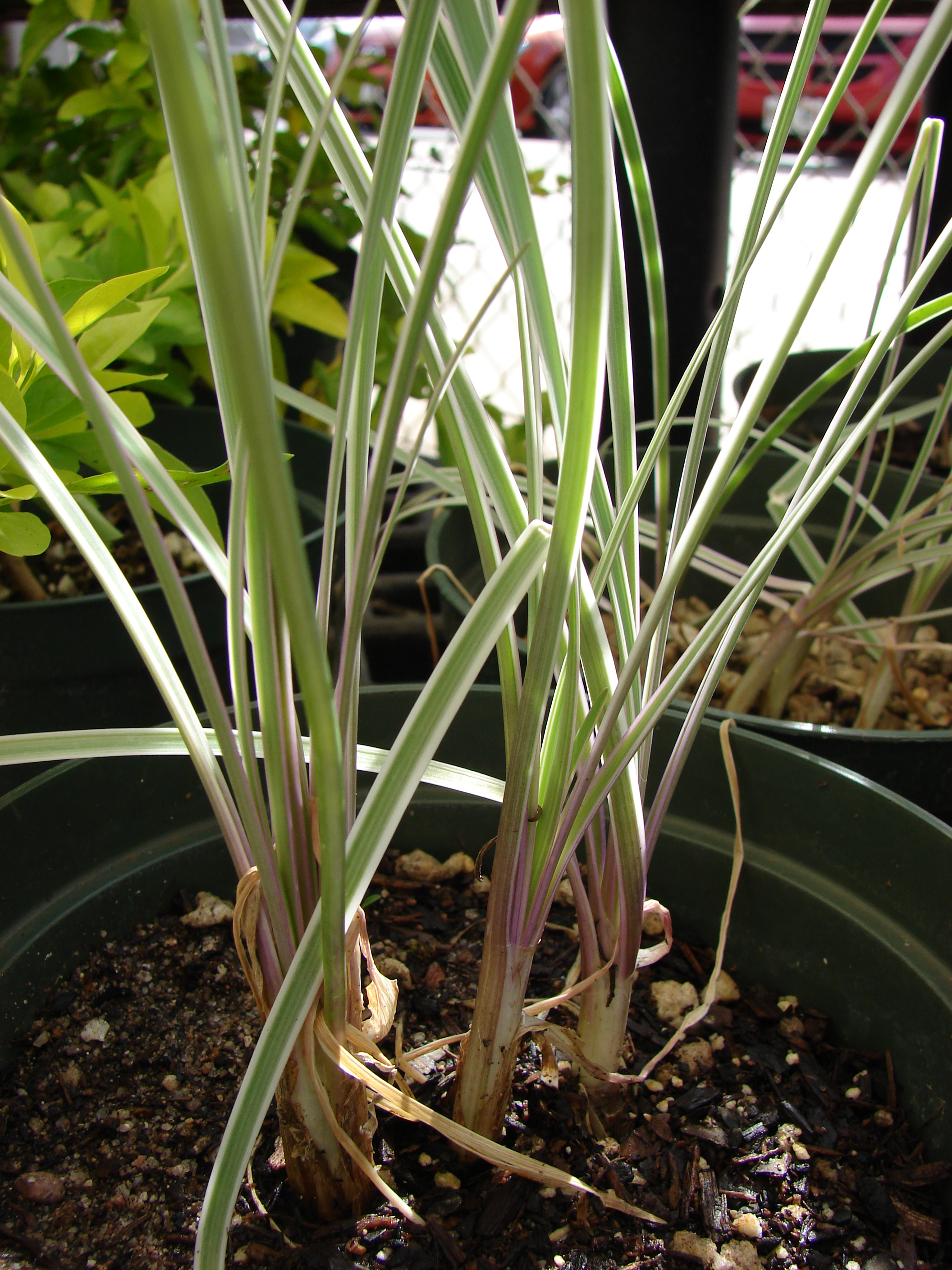
Vista de la planta

## Descripción
Es una planta herbácea que alcanza los 70 cm de alto. Con base rizomatosa, ovoides, de 1,5-2,7 cm de largo, y 1-1,5 cm de diámetro. Las hojas lineales de 17-50 cm de largo, y 0,35 hasta 0,7 cm de ancho, el ápice obtuso. La inflorescencia en forma de umbela erecta con flores que se abren sucesivamente, de color púrpura brillante. El fruto en forma de cápsula.Desprenden un olor nauseabundo.

## Taxonomía
Tulbaghia violacea fue descrita por William Henry Harvey y publicado en Bot. Mag. 64: t. 3555 1837.
Etimología
Tulbaghia: nombre genérico que fue nombrado en honor de Ryk Tulbagh (1699-1771), que fue gobernador en el Cabo Buena Esperanza.
violacea: epíteto latíno que significa "de color violáceo"
sinonimia
- Omentaria cepacea (L.f.) Salisb.
- Omentaria violacea (Harv.) Kuntze
- Tulbaghia cepacea var. maritima Vosa
- Tulbaghia cepacea var. robustior Kunth
- Tulbaghia violacea var. minor Baker
- Tulbaghia violacea var. obtusa Baker
- Tulbaghia violacea var. robustior (Kunth) R.B.Burb[5]